# Słoszewo
Słoszewo – wieś sołecka w Polsce położona w województwie mazowieckim, w powiecie płońskim, w gminie Płońsk.
W skład sołectwa Słoszewo wchodzi także wieś Słoszewo-Kolonia.
W latach 1975–1998 miejscowość administracyjnie należała do województwa ciechanowskiego.